# M185
M185 ist eine österreichische Band aus Wien. Im Jahr 2012 hat die Band den FM4 Award, der im Rahmen der Amadeus Austrian Music Award verliehen wird, erhalten.

## Diskografie

### Alben
- 2008: Fuckhead + M185 + Jakuzi's Attempt + Beauties Of The Night – Live At Ragnarhof (Wire Globe)
- 2009: Transformers (Speed of Light Records)
- 2011: Let the Light In (Speed of Light Records)

- 2014: Everything Is Up (Siluh Records)
- 2020: Product (Speed of Light Records)

### Singles und EPs
- 2005: Soundscapes and Coincidences (ThreeThirty)